# Federación de Fútbol de Bután
La Federación de Fútbol de Bután (Dzongkha: འབྲུག་རྐང་རིལ་ཚོགས་སྡེ) es el órgano rector del fútbol en Bután, que controla la selección nacional de fútbol de Bután, la selección nacional femenina de fútbol de Bután y la selección nacional de futsal de Bután. También se encarga de organizar la Premier League de Bután, la fase de clasificación de la BPL, la liga femenina y las fases de clasificación, las ligas de los dzongkhag (distritos), la Liga Nacional Femenina, la Liga Nacional de Futsal - Minifútbol, así como diversos torneos juveniles y recreativos.

## Historia
La Federación de Fútbol de Bután fue fundada en 1983 como parte del Comité Olímpico de Bután. Es miembro de la FIFA desde 2000 y de la Confederación Asiática de Fútbol desde 1993. El equipo nacional de fútbol de Bután fue considerado "el peor equipo del mundo" hasta 2015, cuando ganó un partido clasificatorio para la Copa Mundial de 2018 contra Sri Lanka. En 2016, el BFF introdujo el Reglamento de Licencias de Club para traer estándares básicos a la economía futbolística del país. En julio de 2017, el Comité Disciplinario de BFF suspendió a Druk Pol FC durante dos años después de que un jugador desobedeciera a un árbitro durante un partido.